# Naco (Sonora)
Naco es una localidad del estado mexicano de Sonora. Es cabecera del municipio de Naco.

## Demografía
| Censo | Población |
| ----- | --------- |
| 1910  | 599       |
| 1921  | 1267      |
| 1930  | 2132      |
| 1940  | 1474      |
| 1950  | 2159      |
| 1960  | 2864      |
| 1970  | 3580      |
| 1980  | 3742      |
| 1990  | 4035      |
| 1995  | 4331      |
| 2000  | 4896      |
| 2005  | 5608      |
| 2010  | 6064      |
| 2020  | 5485      |